# داريوش لافرينوفيتش
داريوش لافرينوفيتش (بالليتوانية: Darjuš Lavrinovič)‏ مواليد 1 نوفمبر 1979 في فيلنيوس، الجمهورية الليتوانية السوفيتية الاشتراكية، هو لاعب كرة سلة ليتواني. بدأ مسيرته الاحترافية في سنة 1996. مثّل منتخب بلاده. شارك في دورة الألعاب الأولمبية الصيفية سنة 2008. حقق المركز الثاني في بطولة أمم أوروبا لكرة السلة 2013.

## المسيرة الاحترافية
لعب مع زالغيريس لكرة السلة من سنة 2003 إلى 2006، ثم لعب مع ريال مدريد لكرة السلة في الدوري الإسباني في موسم 2009–2010، ثم لعب مع فنربخشة لكرة السلة في الدوري التركي في موسم 2010–2011، ثم لعب مع نادي سسكا موسكو لكرة السلة في الدوري الروسي في موسم 2011–2012، ثم لعب مع بالاكانسترو ريجيانا في الدوري الإيطالي من سنة 2014 إلى 2016.

## سجل المنافسة
شارك في المنافسات التالية:
- كأس العالم لكرة السلة 2014
- بطولة أمم أوروبا لكرة السلة 2013
- بطولة أمم أوروبا لكرة السلة 2007
- الألعاب الأولمبية الصيفية 2008

## إحصائيات المسيرة
|  | تصدر الدوري |

### الدوري الأوروبي
| السنة   | الفريق                     | لعب | بدأ | دقيقة | ميداني% | ثلاثية | حرة   | ارتداد | صنع | استلاب | تصدي | نقطة | أداء |
| ------- | -------------------------- | --- | --- | ----- | ------- | ------ | ----- | ------ | --- | ------ | ---- | ---- | ---- |
| 2003–04 | زالغيريس لكرة السلة        | 2   | 1   | 17.5  | .571    | .333   | 1.000 | 2.5    | 1.0 | .0     | 1.5  | 11.5 | 12.5 |
| 2004–05 | زالغيريس لكرة السلة        | 14  | 2   | 15.3  | .536    | .316   | .692  | 4.1    | .1  | .4     | 1.4  | 7.0  | 8.1  |
| 2005–06 | زالغيريس لكرة السلة        | 20  | 15  | 27.3  | .516    | .379   | .681  | 8.3    | 1.9 | .8     | 2.1  | 14.7 | 18.7 |
| 2009–10 | ريال مدريد لكرة السلة      | 20  | 10  | 20.0  | .577    | .412   | .739  | 4.5    | 1.2 | 1.0    | .9   | 11.1 | 14.5 |
| 2010–11 | فنربخشة لكرة السلة         | 16  | 16  | 21.7  | .426    | .226   | .778  | 4.4    | 1.3 | .8     | .9   | 8.0  | 9.6  |
| 2011–12 | نادي سسكا موسكو لكرة السلة | 15  | 1   | 12.4  | .434    | .300   | .857  | 2.7    | .5  | .5     | .3   | 4.7  | 4.5  |
| 2012–13 | زالغيريس لكرة السلة        | 21  | 10  | 19.7  | .511    | .333   | .707  | 3.8    | 1.0 | .7     | .4   | 8.9  | 9.9  |
| 2013–14 | نادي بوديفلنيك لكرة السلة  | 10  | 10  | 30.0  | .557    | .406   | .882  | 5.4    | 1.8 | 1.0    | 1.4  | 15.1 | 19.5 |
| المسيرة |                            | 118 | 67  | 20.8  | .516    | .342   | .751  | 4.8    | 1.2 | .7     | 1.0  | 10.0 | 12.0 |

## روابط خارجية
- داريوش لافرينوفيتش على موقع الاتحاد الدولي لكرة السلة (الإنجليزية)
- داريوش لافرينوفيتش على موقع الدوري الأوروبي لكرة السلة (الإنجليزية)
- داريوش لافرينوفيتش على موقع الدوري الإسباني لكرة السلة (الإسبانية)
- داريوش لافرينوفيتش على موقع كرة السلة الأوروبية.كوم (الإنجليزية)
- داريوش لافرينوفيتش على موقع ريلجم (الإنجليزية)
- داريوش لافرينوفيتش على موقع بروبوليرز (الإنجليزية)
- داريوش لافرينوفيتش على موقع سبورتس رفرنس (الإنجليزية)
- داريوش لافرينوفيتش على موقع أوليمبيديا (الإنجليزية)
- داريوش لافرينوفيتش على موقع اللجنة الأولمبية الليتوانية (الليتوانية)